# Пихта сибирская

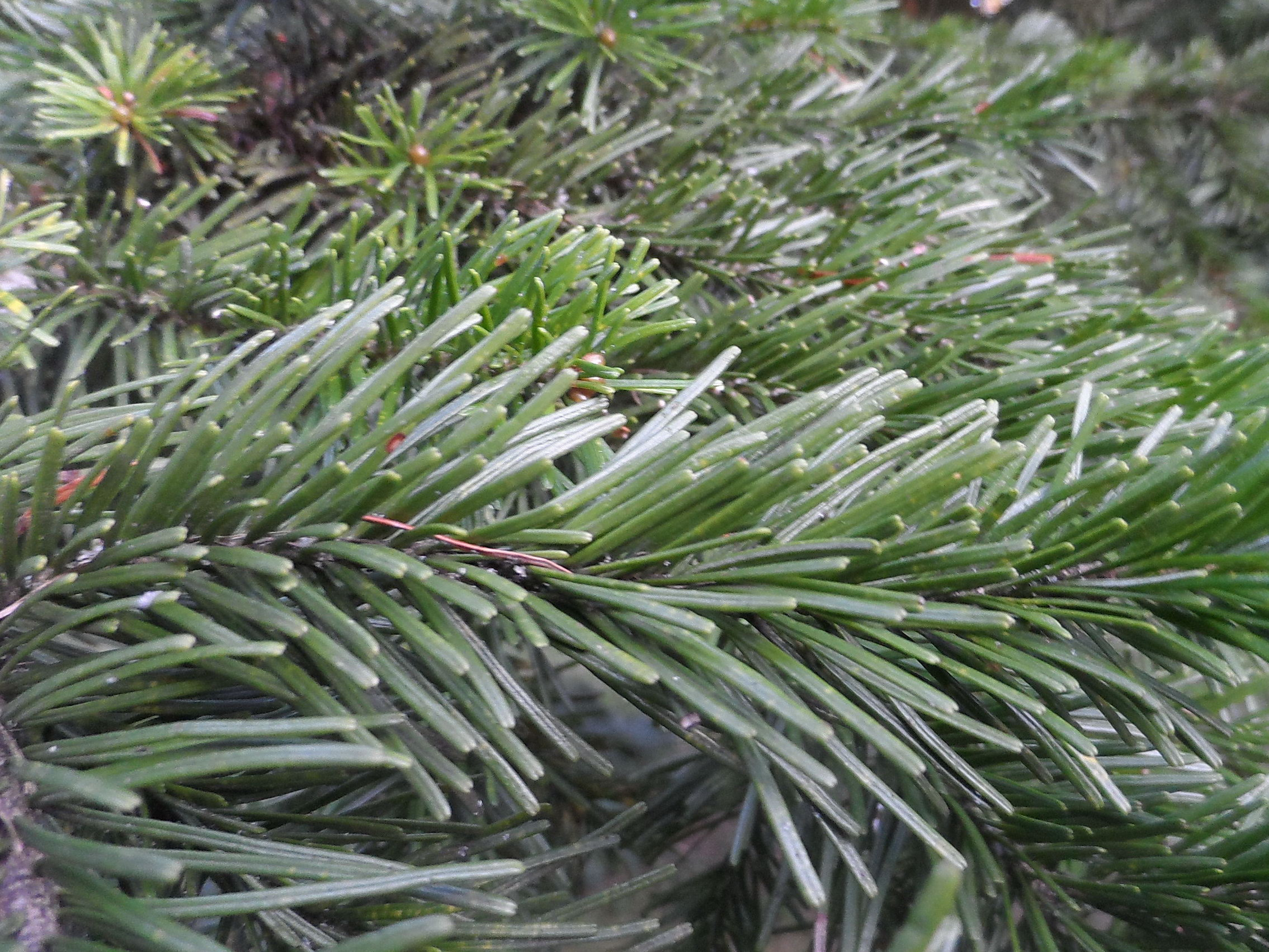
Хвоя сибирской пихты

Пи́хта сиби́рская (лат. Ábies sibírica) — дерево; самый распространённый на территории России вид рода Пихта (Abies) семейства Сосновые (Pinaceae).
Растёт преимущественно в кедровых, еловых, смешанных, значительно реже в лиственничных лесах и редколесьях. Иногда образует чистые насаждения — пихтовники.

## Распространение и экология
Азиатский вид. Северо-Западный (Синьцзян-Уйгурский автономный район) и Северо-Восточный (Хэйлунцзян) Китай, Монголия, Казахстан (монгольская и казахская части Алтая, Тарбагатай, Джунгарский Алатау). В России — Сибирь (где доходит до верховьев Алдана), Урал, восток и северо-восток европейской части, до Архангельской, Кировской, восточной части Вологодской, северной части Нижегородской, левобережных (относительно Волги) частей Костромской и Ивановской областей, но практически отсутствует в Ярославской и Ленинградской областях. Пихта сибирская в диком виде произрастает в левобережных (относительно Волги) частях республик Марий Эл, Чувашии и Татарстана. О произрастании пихты в восточных районах Республики Карелия необходимо провести уточняющие изыскания.
Лесообразующая порода, входит в состав тайги вместе с другими хвойными.
Несмотря на высокую морозостойкость, пихта сибирская теплолюбива, требовательна к богатству почвы и влажностному режиму местообитаний (проточное увлажнение почвы и относительно высокая влажность воздуха), не растёт на почвах, подстилаемых вечной мерзлотой. Эти требования к условиям среды обитания значительно ограничивают её естественное распространение на север, например, по сравнению с лиственницей, елью и сосной. Даже на севере Европейской части России (Архангельская область, Республика Коми), где вечная мерзлота к югу от Полярного круга отсутствует (кроме некоторых районов Урала), из-за своего теплолюбия пихта в основном достигает лишь 63—64° с. ш., и только по долине реки Мезени поднимается до 65° с. ш., а в районе устья реки Уса достигает 66° с. ш., чуть менее — на Приполярном Урале. С другой стороны, на севере Красноярского края в низовьях Енисея в переходной области между зонами прерывистого и сплошного распространения вечной мерзлоты пихта сибирская заходит за Полярный круг, по более ранним данным, до 67° с. ш., по более поздним — до 69° с. ш., выбирая хорошо прогреваемые участки без вечной мерзлоты, защищённые от холодных ветров и застойных скоплений холодного воздуха. Существование популяций такого теплолюбивого дерева, как пихта, в Красноярском Заполярье, хотя и преимущественно в форме стлаников, выживающих за счёт вегетативного возобновления, объясняется уникальными для столь северных широт климатическими условиями местообитаний — необычно высокой суммой эффективных (активных) температур за вегетационный период в сочетании с достаточным увлажнением.
Чрезвычайно теневынослива во всех возрастах, а в молодом (особенно первые годы жизни) — очень тенелюбива (для нормального роста желательны тень или полутень). В случаях благоприятных тепловых, почвенных и влажностных условий подросшие и взрослые деревья, имеющие густые кроны, хорошо развиваются и при полном солнечном освещении.
В горах поднимается до 2300 м над уровнем моря.
По данным Любови Васильевой и Леонида Любарского древесина поражается трутовиком Гартига (Phellinus hartigii).

## Ботаническое описание
Вечнозелёное дерево до 30 м высотой, с красивой узкоконической, почти колонновидной кроной. Ствол вверху цилиндрический, внизу ребристый. Ветви тонкие, у свободно растущих деревьев опускаются почти до самой земли.
Кора гладкая, тонкая, тёмно-серая, с утолщениями (желваками), заполненными душистой прозрачной живицей (также называемой «пихтовый бальзам»).
Почки, развивающиеся на концах, надёжно защищены плотно прилегающими друг к другу чешуйками, покрытыми защитным слоем смолы. Хвоя не колючая, ароматная, плоская, длиной до 3 см, тёмно-зелёная, блестящая. Снизу — две беловатые полоски с восковым налётом, в каждой 3—4 ряда устьиц. Отдельно каждая хвоинка сохраняется на дереве 7—10 лет. Отмирая, она оставляет на ветке небольшой плоский рубец.
Цветёт пихта в мае. Растение однодомное. Жёлтые колоски с пыльцой — мужские органы; пыльцевые зёрна снабжены двумя летательными воздушными мешками, которые способствуют переносу пыльцы на огромные расстояния. Тёмно-пурпурные шишки — женские генеративные органы; расположены обычно на побегах прошлого года; в отличие от ели — шишки торчат вертикально вверх и в созревшем состоянии. В пазухах чешуй, спирально расположенных внутри шишки, парами сидят семяпочки. К моменту созревания семян шишки становятся светло-коричневыми и увеличиваются в размерах, достигая 7—9 см в длину. В октябре — сентябре шишки рассыпаются, вместе с семенами осыпаются и чешуи, так что на ветках долгое время остаются только торчащие стержни шишек. Эта особенность отличает пихту от многих других хвойных растений.

### Размножение
Размножается в основном семенами. В особо неблагоприятных условиях способна к вегетативному размножению. Ветки нижнего яруса в виде «юбки» расстилаются по земле и легко укореняются, образуя поросль молодых стволов, при этом шишки с семенами на них не образуются.
В лесу семяношение начинается с 60—70, на открытых местах — с 30 лет.
Вначале растёт очень медленно, затем рост ускоряется.
Доживает до двухсот и трёхсот лет.

## Классификация

### Таксономия[11]
Abies sibirica Ledeb. Flora Altaica. Scripsit d. Carolus Fridericus a Ledebour. Berolini [Berlin] . 1833
Вид Пихта сибирская относится к роду Пихта (Abies) семейства Сосновые (Pinaceae) порядка Сосновые (Pinales). Кладограмма в соответствии с Системой APG IV по состоянию на июнь 2023 года:
|  |               |  |                                 |                                 |                    |  | X | X            |                 |  |  |  | еще 54 подтвержденных вида и 26 таксонов, ожидающих подтверждения |
|  |               |  |                                 |                                 |                    |  | X | X            |                 |  |  |  | еще 54 подтвержденных вида и 26 таксонов, ожидающих подтверждения |
|  |               |  |                                 | порядок Сосновые                |                    |  |   |              | род Пихта       |  |  |  |                                                                   |
|  |               |  |                                 | порядок Сосновые                |                    |  |   |              | род Пихта       |  |  |  |                                                                   |
|  | отдел Хвойные |  |                                 |                                 | семейство Сосновые |  |   |              | Пихта сибирская |  |  |  |                                                                   |
|  | отдел Хвойные |  |                                 |                                 | семейство Сосновые |  |   |              |                 |  |  |  |                                                                   |
|  |               |  | ещё 7 порядков хвойных растений | ещё 7 порядков хвойных растений |                    |  |   | еще 10 родов | еще 10 родов    |  |  |  |                                                                   |
|  |               |  |                                 | ещё 7 порядков хвойных растений |                    |  |   |              | еще 10 родов    |  |  |  |                                                                   |

### Синонимы
- Abies krylovii  Golub
- Abies pichta  J.Forbes
- Abies sibirica f. alpina  Poljakov
- Abies sibirica f. alpina  Poljakov ex. Kom.
- Abies sibirica var. alpina  (Poljakov) Silba
- Picea pichta  (J.Forbes) Loudon
- Picea sibirica  Gordon
- Pinus sibirica  (Ledeb.) Turcz.

### Подвиды и гибриды
Два подвида:
- Abies sibirica subsp. sibirica [syn.  Pinus sibirica (Ledeb.) Turcz. non Du Tour]; [syn.  Pinus picea Pall. non L.]; [syn.  Abies pichta J.Forbes]; [syn.  Picea pichta (J.Forbes) Loudon]; [syn.  Pinus pichta Fisch. ex Endl.][12]
- Abies sibirica subsp. semenovii (B.Fedtsch.) Farjon [syn.  Abies semenovii B.Fedtsch.]basionym; [syn. Abies sibirica var. semenovii (B.Fedtsch.) Farjon][13].

В Китае (Хэйлунцзян) найден природный гибрид, описанный в 1957 году:
- Abies ×sibiriconephrolepis Taken. & J.J.Chien = Abies nephrolepis × Abies sibirica[14]

## Применение и использование

### В промышленности и строительстве
В древесине пихты смоляные ходы отсутствуют; она лёгкая, мягкая, светло-жёлтого цвета, легко обрабатывается. Запас древесины в пихтарниках среднего возраста при полноте древостоя 0,6—0,9 составляет 175—330 м³/га.
Пихта даёт брёвна для выработки пиломатериалов, производства мачт, столбов и свай. Кряжи: палубный (для изготовления шлюпок и палуб судов), резонансный (для музыкальных инструментов), клёпочный (для выработки деталей заливных и сухотарных бочек), шпальный, фанерный и даже авиационный. Рудничное долготьё и рудничная стойка необходимы для крепления сводов горных выработок.
Из живицы получают скипидар.
Кора свежесрубленных деревьев содержит эфирное масло и дубильные вещества.

### В медицине
Из хвои молодых веток (пихтовой лапки) и шишек путём перегонки с водяным паром получают эфирное пихтовое масло (в зависимости от возраста дерева его содержание колеблется от 0,8 до 4,75 %), состоящего наполовину из борнилацетата. Фракция борнилацетата может быть использована для полусинтеза медицинской камфоры, применяемой как средство, усиливающее деятельность сердца, и как наружное (спирт камфорный, камфорное масло). Используется также в парфюмерной и мыловаренной промышленности.
Хвоя содержит 200—900 мг% аскорбиновой кислоты. Максимальное содержание аскорбиновой кислоты отмечается в апреле.

### В медицине и оптике
Пихтовый бальзам, содержащийся в крупных смолоносных вместилищах, называемых «желваками», содержит до 30 % эфирного масла и 70 % смолы, перерабатывается и используется в медицине (для приготовления ряда препаратов) и в оптике для склеивания элементов оптических систем. Для добывания бальзама желваки прокалываются и сдавливаются.

### В декоративном садоводстве
Одна из ценнейших хвойных пород для садово-паркового строительства в условиях севера. Выделяется среди других хвойных пород красотой узкопирамидальной кроны с острой вершиной, сохраняющейся и у старых деревьев. Период особой декоративности — весна, когда молодые шишечки имеют пурпурную окраску, а мужские овальные соцветия — буровато-красную или ярко-жёлтую с красноватым налётом.
Продолжительность жизни некоторых экземпляров достигает 3500—4000 лет. Так как ствол поражается гнилью, то обычно живет 200-300 лет. До 10 лет растёт медленно.
Пихта сибирская весьма морозостойка, сильно чувствительна к загазованности и копоти. Теневынослива, но может расти и на хорошо освещённых местах. На сухих почвах имеет стержневой корень и глубоко идущие боковые корни, что делает этот вид весьма ветроустойчивым. На сырых почвах корневая система поверхностная, и деревья могут быть повалены сильным ветром.
Предпочитает суглинистые почвы, богатые перегноем, умеренно влажные, хорошо произрастает на известковых почвах.
В садово-парковой культуре распространена в северной и средней частях лесной, а также лесостепной зоны (Орловская, Воронежская, Курская области). На севере европейской части (Екатеринбург, Нижний Тагил, Пермь, Киров) в 80—100-летнем возрасте достигает высоты 20—23 метров. В центральной лесостепной области в 20-летнем возрасте высота 9 метров.
Используется для одиночных посадок, в небольших группах, а также для создания аллей и высоких живых изгородей.
Районы использования: северо-восток европейской части России, Сибирь (кроме степных районов), восточные горные районы Средней Азии, северная и центральная часть Дальнего Востока.
Садовые формы и культивары:
- 'Alba'
- 'Elegans' — примечательна серебристой хвоей
- 'Glauca' — нижняя сторона хвои приподнята, как бы слегка задрана кверху, при этом становится более заметным её интенсивно-голубой оттенок
- 'Variegata'